# Paradromulia fuscimedia
Paradromulia fuscimedia är en fjärilsart som beskrevs av W. Warren 1903. Paradromulia fuscimedia ingår i släktet Paradromulia och familjen mätare. Inga underarter finns listade i Catalogue of Life.